# Demétrio de Tessalônica
São Demétrio de Tessalônica (português brasileiro) ou São Demétrio de Salonica (português europeu) (em latim: Demetrius; em grego: Άγιος Δημήτριος της Θεσσαλονίκης) foi um grande mártir cristão que viveu no século IV. Durante a Idade Média, ele se tornou um dos mais importantes santos militares ortodoxos, aparecendo junto com São Jorge. 

## Etimologia
O nome "Demetrius" é uma romanização da pronúncia do grego antigo; a pronúncia bizantina e em grego moderno é romanizada como Dimitrios.
Na Igreja Ortodoxa Russa, ele é chamado de Димитрий Солунский (Dimitri Solunski, "Dimitri de Saloniki"). O primeiro mosteiro eslavo dedicado ao santo foi fundado por Iziaslau I, na Ucrânia, (cujo nome de batismo era Dimitri). Na Igreja Ortodoxa Búlgara, ele é conhecido como Димитровден (Dimitrovden). Na Igreja Ortodoxa Sérvia, ele é chamado de Mitar ou Димитрије. No Líbano, os cristãos o conhecem como Mar Dimitri ou somente como Mitri, que é um nome popular na região.

## Vida
Os primeiros relatos escritos sobre sua vida foram compilados no século IX, embora existam imagens anteriores e relatos do século VII de seus milagres. Os hagiógrafos retratam Demétrio como um jovem oriundo de uma família senatorial que foi martirizado com lanças por volta de 306 d.C. em Tessalônica durante a perseguição de Diocleciano ou de Galério.

## Veneração

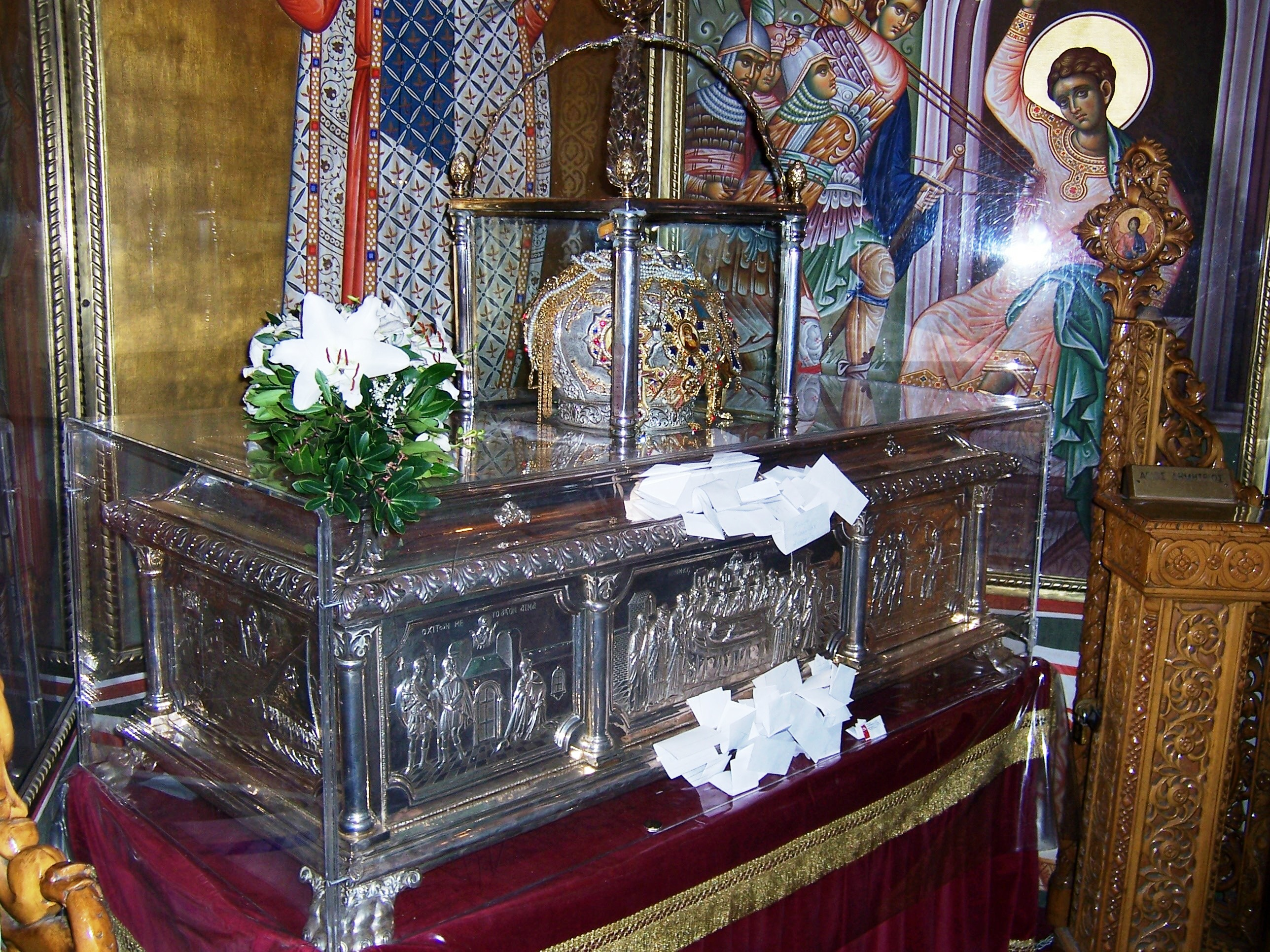
Relíquias de São Demétrio, na Igreja de São Demétrio, em Salonica

O origem de sua veneração é obscura. A primeira evidência aparece 150 anos após o seu martírio e, por sua, a própria existência histórica de Demétrio já foi questioanda.
Uma teoria defende que a sua veneração foi transferida de Sirmio quando Tessalônica tomou seu lugar como principal base militar na região em 441/442 Sua enorme igreja em Tessalônica, a Igreja de São Demétrio, data de meados do século V, o que indica que já nesta época ele tinha um grande número de devotos. A cidade permaneceu como centro de sua veneração e ele é o santo padroeiro da cidade.
Conforme a devoção aumentava, a cidade de Tessalônica sofreu repetidos ataques e cercos dos eslavos que estavam então migrando pelos Balcãs e Demétrio foi creditado com diversas intervenções milagrosas em defesa da cidade. Por isso, as tradições subsequentes o representam como um soldado do exército romano e ele passou a ser considerado como um mártir militar. Por conta disso, ele se tornou extremamente popular durante a Idade Média e, juntamente com São Jorge, era o patrono das Cruzadas.
Alguns acadêmicos acreditam que quatro séculos após a sua morte, São Demétrio não tinha nenhuma relíquia física e, por isso, um pouco usual templo vazio chamado cibório foi construído na Igreja de São Demétrio. O que hoje se alega serem as suas relíquias apareceram posteriormente em Tessalônica, mas o arcebispo local (João de Tessalônica, do século VII) descartou publicamente a sua autenticidade. Apesar de tudo, elas também estão preservadas na Igreja de São Demétrio. De acordo com os crentes, elas foram confirmadas como genuínas após passarem a gotejar mirra líquida e de cheiro forte. A partir daí, o santo recebeu também o epíteto de "Myrovlētēs" (em grego:  Μυροβλήτης, "o que exala mirra"). 
Na Igreja Ortodoxa Russa, o sábado anterior à Festa de São Demétrio é o dia da memória em honra aos soldados mortos na Batalha de Kulikovo (1380), sob a liderança de São Demétrio do Don, uma data também conhecida como sábado de Demétrio.

## Iconografia

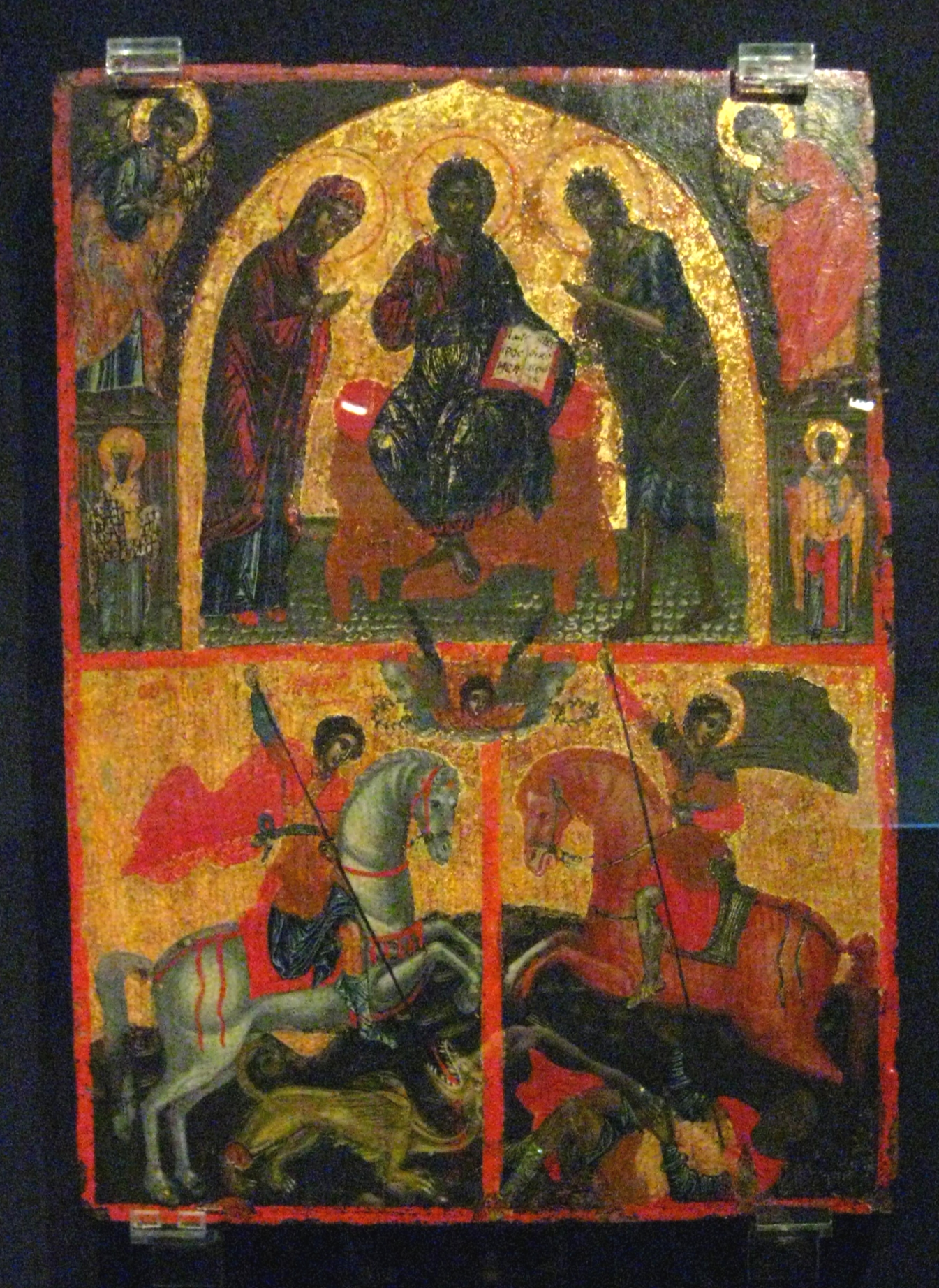
Deesis com São Jorge matando o dragão no seu cavalo branco à esquerda e São Demétrio matando Lieu em seu cavalo escuro à direita.
Ícone grego.

São Demétrio foi inicialmente representado em ícones e mosaicos como um jovem em trajes romanos decorados e com o representativo tablion da classe senatorial no peito. Após as milagrosas intervenções militares em Tessalônica, ele gradualmente passou a ser representado como um soldado: um marfim constantinopolitano do final do século X o mostra como um soldado de infantaria (atualmente no Metropolitan Museum of Art, em Nova Iorque). Contudo, um ícone do final do século XI no Mosteiro de Santa Catarina, no Sinai, o mostra ainda como um civil.
Outro ícone no Sinai, do período cruzado e pintado por um artista francês trabalhando na Terra Santa na segunda metade do século XII, mostra-o naquela que se tornaria a representação mais comum: Demétrio, barbado, já maduro montado num cavalo escuro, cavalgando juntamente com São Jorge, imberbe e num cavalo branco. Ambos estão vestidos como cavaleiros medievais. Além disso, enquanto São Jorge geralmente aparece atacando o dragão com sua lança, São Demétrio aparece atacando, também com uma lança, o gladiador Lieu que, segundo a história, era responsável pela morte de muitos cristãos. Lieu aparece geralmente sob os pés de Demétrio, já derrotado, e numa escala muito menor que a do santo. Na hagiografia tradicional, Demétrio não matou diretamente Lieu, mas sim seu discípulo Nestor com a ajuda das preces do santo.
O convenção iconográfica grega moderna representa Demétrio com a "Grande Torre Branca" ao fundo. Anacronisticamente, a Torre Branca funciona como uma representação simbólica da cidade, mesmo tendo sendo construída apenas no século XVI, séculos após a sua morte, e a forma correta da torre mais antiga que estava no local seja desconhecida. Ele também aparece geralmente segurando uma igreja ou protegendo a cidade.